# Roland Lorent
Pour les articles homonymes, voir Lorent.
Roland Cornelius Lorent (né le 12 mars 1920 à Cologne-Lindenthal, mort le 10 novembre 1944 à Cologne-Ehrenfeld) est un résistant allemand au nazisme.

## Biographie
Roland Lorent est issu d'une famille d'ouvriers de Cologne. Son père est menuisier et membre du SPD. Après l'école primaire, Roland travaille d'abord dans une entreprise de glace en bloc à Ehrenfeld. Robert Lorent s'enfuit de la maison à plusieurs reprises. En 1935, ses parents s'arrangent pour qu'il reste dans la maison de formation Halfeshof, à Solingen, où il reste jusqu'en 1936. Il apprend le métier de menuisier et travaille pour des entreprises de Cologne comme menuisier industriel.
Roland Lorent est mobilisé pour tenir un canon antiaérien à Iserlohn en août 1941, mais est libéré en raison de problèmes cardiaques et gastriques. Avec sa petite amie Anna Brenden, il vit chez ses parents dans l'Eburonenstrasse dans le quartier Neustadt-Süd de Cologne. Un bombardement le 29 juin 1943 tue dans la maison familiale sa petite amie, leur enfant et le père de Robert Lorent. Il emménage chez sa nouvelle compagne et vit avec elle et ses enfants illégitimes à Keplerstraße 21 à Cologne-Ehrenfeld.
En février 1944, Roland Lorent est repris. La maison de la Keplerstrasse est détruite par un bombardement le 21 avril 1944 et Roland Lorent obtient un congé pour se soigner. Après cela, il ne revient pas dans l'armée. Depuis lors, il vit illégalement comme déserteur à Cologne. Afin de garantir sa consommation accrue d'alcool et ses moyens de subsistance, il commence à cambrioler. En août 1944, par l'intermédiaire du demi-frère de sa fiancée, il rencontre Hans Balzer. Balzer a une forte influence sur lui et ensemble, ils vivent dans une tonnelle dans un lotissement du parc Blücher. Les deux volent ensemble. Le 28 septembre 1944, Hans Balzer et Roland Lorent se disputent sur fond d'alcool et se lancent un défi. Le lendemain, Roland Lorent abat Heinrich Soentgen, le NSDAP-Ortsgruppenleiter de Cologne-Braunsfelder alors qu'il rentre chez lui à vélo.
Le 1er octobre 1944, avec Hans Steinbrück, ils volent des armes et des munitions dans une voiture de la Wehrmacht en panne pour libérer Cilly Serve, la compagne de Steinbrück, arrêtée la veille. Cette tentative tourne en une fusillade sauvage dans Ehrenfeld, où des coups de feu sont tirés sur des personnes non impliquées. Au petit matin du 3 octobre 1944, une tentative de vol d'explosifs du fort X avec Hans Steinbrück échoue. En fin de soirée, Roland Lorent est retrouvé par une patrouille de l'armée lors d'une effraction, très ivre, et arrêté pour désertion.
Le lendemain, Roland Lorent est amené à l'abbaye de Brauweiler, où il est interrogé et torturé par le commandement de la Gestapo, Ferdinand Kütter. Sans jugement, Roland Lorent est pendu publiquement le matin du 10 novembre 1944, avec douze autres membres du groupe d'Ehrenfeld dans la Hüttenstraße à Cologne-Ehrenfeld.